# Eupithecia russeliata
Eupithecia russeliata är en fjärilsart som beskrevs av Louis W. Swett 1908. Eupithecia russeliata ingår i släktet Eupithecia och familjen mätare. Inga underarter finns listade i Catalogue of Life.